# 주소 지정 방식
주소 지정 방식, 주소 지정 모드, 어드레싱 모드(addressing mode)는 대부분의 중앙 처리 장치(CPU) 설계에서 명령어 집합 아키텍처의 한 측면이다. 주어진 명령어 집합 아키텍처에 정의된 다양한 주소 지정 방식은 해당 아키텍처의 기계어 명령어가 각 명령어의 피연산자를 식별하는 방법을 정의한다. 주소 지정 방식은 기계 명령이나 다른 곳에 포함된 레지스터 및 상수에 저장된 정보를 사용하여 피연산자의 유효 메모리 주소를 계산하는 방법을 지정한다.
컴퓨터 프로그래밍에서 주소 지정 방식은 주로 어셈블리어로 작성하는 사람과 컴파일러 작성자에게 중요하다. 관련 개념의 경우 모든 주소 지정 방식을 사용하는 명령어의 기능을 다루는 직교 명령어 집합 문서를 참조할 것.

## 같이 보기
- 명령어 집합
- 버스 (컴퓨팅)